# L'Américain (album)
Pour les articles homonymes, voir L'Américain.
Albums de Mireille Mathieu
Rencontres de femmes
(1987) Hymne à l'amour (Hymno al amor)
(1990)
Singles
1. La Violence, celle qui tue avec les mots
Sortie : 1989
2. L'Américain
Sortie : 1989

L'Américain est le trentième album francophone de la chanteuse française Mireille Mathieu publié en 1989 sous le label Carrère et distribué également par Carrère. Cet album marque l'entrée de la chanteuse dans la maison de disques du producteur Claude Carrère, célèbre pygmalion de la chanteuse Sheila de 1967 à 1985.
Cet album est un des derniers à sortir sous le format 33 tours et un des premiers à sortir sous le format CD. Il est également sorti en cassette audio.

## Autour de l'album
Cet album est assez particulier pour la chanteuse. En effet, c'est le premier album sorti après le décès de son célèbre pygmalion Johnny Stark, mort le 24 avril 1989. Il avait pris la carrière de Mireille Mathieu en main dès 1965 après son passage à l'émission qui révéla la chanteuse, Télé Dimanche et son célèbre Jeu de la Chance. Le premier titre de l'album "L'américain", œuvre de Didier Barbelivien pour les paroles et la musique, est d'ailleurs un hommage à l'imprésario.
Mireille Mathieu s'essaye à la chanson engagée dans cet album avec la chanson "Killer", chanson sur la peine de mort, et la chanson "La violence celle qui tue avec les mots" traitant de la violence de tous les jours. Ces deux titres sont toujours de Didier Barbelivien.
Étant gaulliste, la chanteuse a enregistré un titre en hommage à Charles de Gaulle. Cette chanson, s'appelant "De Gaulle" est de Pierre Delanoé et Jacques Revaux.

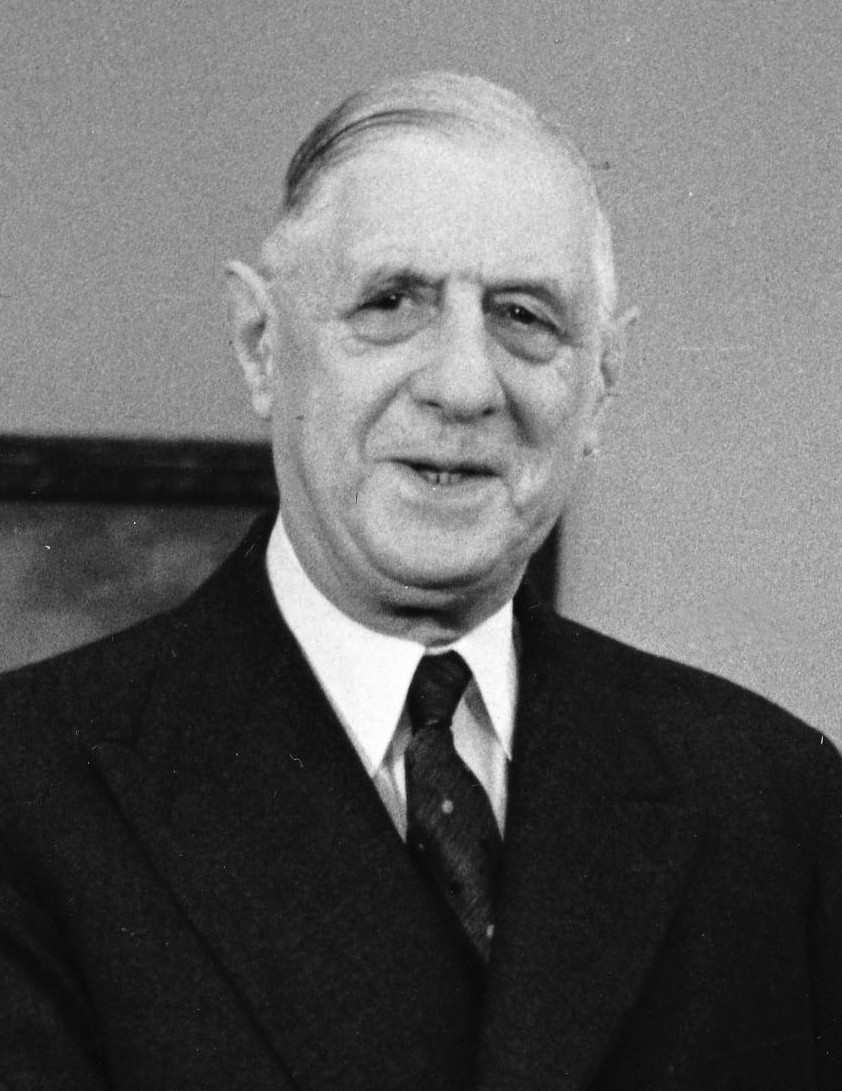
La chanteuse rend hommage à Charles de Gaulle en interprétant le titre "De Gaulle".

La chanteuse va également s'essayer à un autre style musical nouveau, le gospel avec le titre Aux marches des églises, écrit et composé par Didier Barbelivien.

## Chansons de l'album
| 1.          | L'américain                             | Didier Barbelivien                | 2 min 40 s |
| 2.          | Killer                                  | Didier Barbelivien                | 3 min 40 s |
| 3.          | De Gaulle                               | Pierre Delanoé, Jacques Revaux    | 3 min 35 s |
| 4.          | Je suis née pour chanter                | Yves Duteil, Christian Gaubert    | 3 min 10 s |
| 5.          | La violence celle qui tue avec les mots | Didier Barbelivien                | 3 min 45 s |
| 6.          | Ainsi soit-il                           | Didier Barbelivien                | 4 min 13 s |
| 7.          | Je me parle de toi                      | Pierre-André Dousset, Francis Lai | 3 min 59 s |
| 8.          | Caruso                                  | Lucio Dalla, Pierre Delanoé       | 5 min 09 s |
| 9.          | Aux marches des églises                 | Didier Barbelivien                | 3 min 13 s |
| 34 min 17 s |                                         |                                   |            |

## Crédits
Les arrangements sont de :
- Bernard Estardy[1] (L'Américain, Killer, La violence celle qui tue avec les mots, Ainsi soit-il, Je me parle de toi et Aux marches des églises)
- Roger Loubet[1] (De Gaulle)
- Christian Gaubert[1]  (Je suis née pour chanter)
- Raphaël Trabucchelli[1] (Caruso)

La photo de la pochette est de Dominique Issermann.

## Reprises

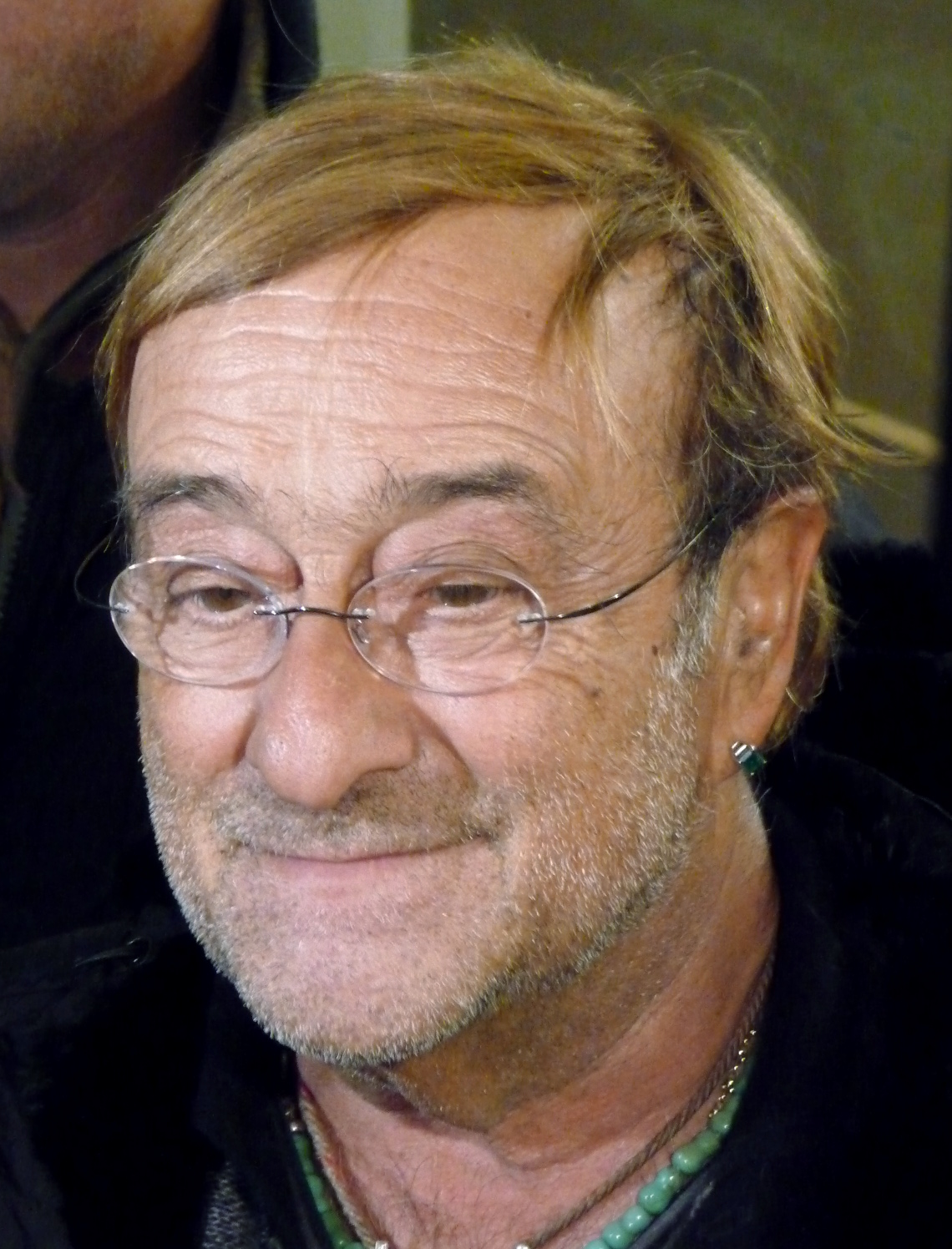
Mireille Mathieu reprend le titre "Caruso" du chanteur italien Lucio Dalla.

Contrairement à la plupart des autres albums de Mireille Mathieu, cet album ne compte qu'une seule chanson qui sera reprise par la suite sur un autre album étranger de la chanteuse. 
- "Caruso", qui était déjà une reprise en français d'un titre italien de Lucio Dalla, sera repris ensuite en espagnol[4] par la chanteuse sur son premier album entièrement en espagnol "Embrujo" publié la même année chez Ariola dans le monde hispanophone.

## Single
Cet album fera l'objet de deux singles qui seront publiés sous format 45 tours en France. Le premier "La violence celle qui tue avec les mots" contient La violence celle qui tue avec les mots et un autre titre qui n'est pas extrait de cet album Des soleils bleu blanc rouge.
Le second, "L'Américain", contient L'américain, chanson hommage pour son ancien manager Johnny Stark et De Gaulle, autre chanson hommage mais cette fois pour Charles de Gaulle.

## Publication dans le monde
L'album est publié en  France chez Carrère (Référence Carrère 66 869 pour l'édition 33 tours, Référence Carrère 96 869 pour l'édition CD et Référence 76 869 pour l'édition cassette audio) en 1989 mais aussi dans d'autres pays :
| Pays   | Maison de disques                   | Date de sortie |
| ------ | ----------------------------------- | -------------- |
| Italie | Carrère (Référence Carrère CAR 109) | 1989           |

## Classements
| Pays   | Meilleure position | Certification | Ventes |
| ------ | ------------------ | ------------- | ------ |
| France |                    |               |        |